# Kleinebersdorf
Kleinebersdorf è un comune di 180 abitanti della Turingia, in Germania.
Appartiene al circondario della Saale-Holzland (targa SHK) ed è parte della comunità amministrativa (Verwaltungsgemeinschaft) di Hügelland/Täler.